# Erebia sibirica
Erebia sibirica är en fjärilsart som beskrevs av Otto Staudinger 1881. Erebia sibirica ingår i släktet Erebia och familjen praktfjärilar. Inga underarter finns listade i Catalogue of Life.